# Membrana extraembrionaria
Una membrana extraembrionaria es una de las membranas que ayudan en el desarrollo del embrión. Dichas membranas se originan en el embrión, pero no se consideran parte de él. Por lo general estas desempeñan funciones en el proceso de nutrición, intercambio de gases y eliminación de desechos. Además, estas se encuentran en una variedad de animales, desde humanos hasta insectos. 
Podemos hallar cuatro membranas extraembrionarias comunes en los pájaros, reptiles y mamíferos: el saco vitelino que rodea a la yema; el amnio que rodea y amortigua al embrión; el alantoides que, entre las aves, almacena los desechos embrionarios y ayuda durante el intercambio de gases (dióxido de carbono con el oxígeno), así como durante la reabsorción de calcio del revestimiento, y el corion que envuelve a todas las membranas anteriormente mencionadas, así mismo, en las aves se fusiona sucesivamente con el alantoides en las últimas etapas del desarrollo del huevo con el fin de crear un órgano tanto respiratorio como excretor llamado corioalantoide.